# Inline-Speedskating-Weltmeisterschaften 2000
Die Inline-Speedskating-Weltmeisterschaften wurden im kolumbianischen Barrancabermeja ausgetragen. Die Wettkämpfe gingen vom 6. bis zum 14. August 2000.

## Frauen
| Distanz              | Gold                                    | Silber                                                 | Bronze                                                               |
| Bahn                 | Bahn                                    | Bahn                                                   | Bahn                                                                 |
| -------------------- | --------------------------------------- | ------------------------------------------------------ | -------------------------------------------------------------------- |
| 300 m Einzelsprint   | Angelica Martinez                       | Pamela Verdugo                                         | Lina Zapata                                                          |
| 500 m Sprint         | Berenice Moreno                         | Angelica Martinez                                      | Andrea González                                                      |
| 1000 m Sprint        | Berenice Moreno                         | Siegridt Salinas                                       | Yi-Chin Pan                                                          |
| 5000 m Punkte        | Ling Liu                                | Sheila Herrero                                         | Silvia Niño                                                          |
| 10000 m Punkte-Auss. | Silvia Niño                             | Theresa Cliff                                          | Sheila Herrero                                                       |
| 15000 m Ausscheidung | Alexandra Vivas                         | Theresa Cliff                                          | Andréa Haritchelhar                                                  |
| 5000 m Staffel       | Taiwan Chen-Ya Wen Yu-Hou Hsin Ling Liu | Kolumbien Berenice Moreno Angelica Donneys Silvia Niño | Argentinien Andrea González Andréa Haritchelhar Eva Maria Richardson |
| Straße               |                                         |                                                        |                                                                      |
| 300 m Einzelsprint   | Valentina Belloni                       | Andrea González                                        | Li-Ling Pan                                                          |
| 500 m Sprint         | Andrea González                         | Lina Zapata                                            | Valentina Belloni                                                    |
| 1000 m Sprint        | Valentina Belloni                       | Andrea González                                        | Lina Zapata                                                          |
| 5000 m Punkte        | Andréa Haritchelhar                     | Theresa Cliff                                          | Silvia Niño                                                          |
| 10000 m Punkte-Auss. | Theresa Cliff                           | Sheila Herrero                                         | Andréa Haritchelhar                                                  |
| 15000 m Ausscheidung | Sheila Herrero                          | Alexandra Vivas                                        | Adelia Marra                                                         |
| Langstrecke          |                                         |                                                        |                                                                      |
| 42195 m Marathon     | Angelica Martinez                       | Erika Rueda                                            | Yi-Chin Pan                                                          |

## Männer
| Distanz                | Gold                                                     | Silber                                                   | Bronze                                                      |
| Bahn                   | Bahn                                                     | Bahn                                                     | Bahn                                                        |
| ---------------------- | -------------------------------------------------------- | -------------------------------------------------------- | ----------------------------------------------------------- |
| 300 m Einzelsprint     | Gregorio Duggento                                        | Keith Turner                                             | Carlos Alberto Penagos                                      |
| 500 m Sprint           | Juan Acosta                                              | Alessio Gaggioli                                         | Harvey Russell                                              |
| 1000 m Sprint          | Derek Downing                                            | Chad Hedrick                                             | Luca Presti                                                 |
| 10000 m Punkte         | Chad Hedrick                                             | Harry Vogel                                              | Diego Rosero                                                |
| 15000 m Punkte-Auss.   | Harry Vogel                                              | Jorge Botero                                             | Massimiliano Presti                                         |
| 20000 m Ausscheidung   | Chad Hedrick                                             | Jorge Botero                                             | Jaime Valenzuela                                            |
| 10000 m Staffel        | Vereinigte Staaten Harry Vogel Chad Hedrick Keith Turner | Kolumbien Diego Rosero Juan-Carlos Betancur Jorge Botero | Italien Massimiliano Presti Luca Presti Francesco Zangarini |
| Straße                 |                                                          |                                                          |                                                             |
| 300 m Einzelsprint     | Gregorio Duggento                                        | Keith Turner                                             | Carlos Alberto Penagos                                      |
| 500 m Sprint           | Keith Turner                                             | Kalon Dobbin                                             | Alessio Gaggioli                                            |
| 1000 m Sprint          | Derek Downing                                            | Chad Hedrick                                             | Juan-Carlos Betancur                                        |
| 10000 m Punkte         | Chad Hedrick                                             | Jorge Botero                                             | Massimiliano Presti                                         |
| 15000 m Punkte-Auss.   | Chad Hedrick                                             | Jorge Botero                                             | Massimiliano Presti                                         |
| 20000 m Ausscheidung   | Diego Rosero                                             | Jorge Botero                                             | Chad Hedrick                                                |
| Langstrecke            |                                                          |                                                          |                                                             |
| 84395 m Doppelmarathon | Shane Dobbin                                             | Derek Downing                                            | Massimiliano Presti                                         |

## Medaillenspiegel
| Platz | Land               | Gold | Silber | Bronze | Gesamt |
| ----- | ------------------ | ---- | ------ | ------ | ------ |
| 1.    | Vereinigte Staaten | 10   | 9      | 1      | 20     |
| 2.    | Kolumbien          | 8    | 11     | 8      | 27     |
| 3.    | Italien            | 4    | 1      | 9      | 14     |
| 4.    | Argentinien        | 2    | 2      | 4      | 8      |
| 5.    | Taiwan             | 2    | 0      | 3      | 10     |
| 6.    | Spanien            | 1    | 2      | 1      | 4      |
| 7.    | Neuseeland         | 1    | 1      | 0      | 2      |
| 8.    | Chile              | 0    | 2      | 1      | 3      |
| 9.    | Australien         | 0    | 0      | 1      | 3      |